# Aarón Sarmiento
Aarón Sarmiento Padilla (Las Palmas de Gran Canaria, 26 agosto 1986) è un velista spagnolo.
Specializzato nella classe 470, ha partecipato, assieme al connazionale Onán Barreiros, ai Giochi di Pechino 2008 e di Londra 2012, raggiungendo rispettivamente il 5º ed 11º posto.

## Carriera come allenatore
Oltre al suo successo come velista, Aaron si è distinto come allenatore, formando diversi campioni del mondo, tra cui Julio Alonso, María Caba e Pilar Caba nella classe 420. Ha inoltre ricoperto il ruolo di allenatore nazionale del Portogallo ai Giochi Olimpici di Tokyo 2020 e Parigi 2024.